# Сирхинцы
Сирхинцы или Сюргинцы (дарг. сирхIян) — этническая группа даргинцев в центральной части Дагестана. Верующие — мусульмане-сунниты шафиитского мазхаба. Составляли вольное общество Сюрга.

## Этноним
Относительно происхождения названия СерхIя связывают с персидским словом сер - "гора". Слово "сергеран" этимологизируется так: сер персидское слово "гора", геран "страна" - страна гор.

## Расселение
Сирхинцы компактно проживают в районах:
- Акушинский: сёла Нахки, Наци, Цугни, Ургани, Гулебки, Тузла, Гиягира, Кулия, Карап, Мурлатина, Хурби, Уржаги, Кассагу, Бикаламахи, Кадамахи, Нижний Каршли, Верхний Каршли, Урхулакар, Верхний Чиа, Нижний Чиа, Кураши, Букка, Уцули, Араса
- Дахадаевский: сёла Урари, Гуладты, Мирзитда, Карбачи, Дуакар, Сурсбачи, Туракари, Урхучи, Аяцури, Шахбаннакяб, Хуршни.
- Также сирхинцы проживают в равнинных территориях и городах Дагестана.

## Язык
Сирхинцы говорят на сирхинском диалекте даргинской ветви нахско-дагестанской семьи.